# Spitzkopfgurami
Der Spitzkopfgurami (Ctenops nobilis) ist eine Süßwasserfischart aus der Unterordnung der Labyrinthfische. Sie kommt in Nordostindien (West-Bengalen, Bihar und Assam) und Bangladesch vor.

## Merkmale
Spitzkopfguramis werden 7,5 bis 10 cm lang und haben einen langgestreckten, mäßig hochrückigen und seitlich stark abgeflachten Körper und einen in eine spitze Maulpartie auslaufenden Kopf. Die Rückenflosse ist relativ kurz und steht weit hinten, die Afterflosse ist sehr lang, die Schwanzflosse abgerundet.  Die Bauchflossen stehen direkt unterhalb der Brustflossen. Die Grundfärbung ist bräunlich, die Flossen sind farblos. Zwei helle silbrige Längsstreifen ziehen sich entlang der Körperseiten, der obere vom oberen Kiemendeckelrand bis zur Schwanzflossenbasis, der untere vom Brustflossenansatz bis zum unteren Schwanzflossenansatz.
- Flossenformel: Dorsale V–VII/7–8, Anale IV–V/24–28, Ventrale I/5 .
- Schuppenformel: mLR 29–33.

## Lebensweise und Fortpflanzung
Der Spitzkopfgurami lebt in stark bewachsenen Flüssen, Teichen und Seen in den oberen Wasserschichten und ist selten. Wie alle Angehörige der Familie Osphronemidae betreibt der Spitzkopfgurami Brutpflege, er ist ein larvophiler Maulbrüter.

## Systematik
Der Spitzkopfgurami wurde 1845 durch den britischen, in Indien tätigen Arzt und Zoologen John McClelland beschrieben und ist die einzige Art der Gattung Ctenops. Der Gattungsname leitet sich aus dem Griechischen ab und bezieht sich auf die kammartige Zähnelung („Bedornung“) der Präorbitale, eines Knochens vor dem Auge (kteis, ktenos = „Kamm“, ops = A„“uge). Das lateinische Art-Epitheton nobilis bedeutet „vornehm, edel“. Der Spitzkopfgurami wird in die Unterfamilie Luciocephalinae gestellt, die sich durch Eier auszeichnet, die eine spiralige Struktur auf der Oberfläche besitzen. Zu den Luciocephalinae gehören der Spitzkopfgurami, die Schokoladenguramis (Sphaerichthys), die Birma-Schokoladenguramis (Parasphaerichthys) und die carnivoren Hechtköpfe (Luciocephalus).

## Gefährdung
Die Art wird von der IUCN als „beinahe bedroht“ (Near Threatened) eingestuft, d. h. das noch kein akuter Handlungsbedarf zum Schutz besteht. In Aquarien gehalten hat sich der Spitzkopfgurami als sehr empfindlich und hinfällig erwiesen. Die Nachzucht gelang dem dänischen Aquarianer S. Bitsch.